# Bobbau
Bobbau er en tidligere kommune i Landkreis Anhalt-Bitterfeld den tyske delstat Sachsen-Anhalt. Den er en del af Verwaltungsgemeinschaft Bitterfeld-Wolfen.
Den ligger lige nord for industricenteret Bitterfeld-Wolfen og ved de udstrakte floddale til Mulde og Fuhne. Kommunen blev 1. september 2009 indlemmet i landkreisens største by, Bitterfeld-Wolfen.
Den tidligere kommune bestod af af bydelene Bobbau og Siebenhausen.